# Funkturm Berlin
Berliner Funkturm hoặc Funkturm Berlin (Tháp Radio Berlin) là một tháp truyền tại Berlin, được xây dựng giữa năm 1924 và năm 1926 bởi Heinrich Straumer. Nó được mệnh danh là"der Lange Lulatsch"("anh chàng cao lêu nghêu"và là một trong những điểm nổi tiếng nhất quan tâm trong thành phố Berlin. Nó nằm tại khu vực hội chợ Berlin trong quận Charlottenburg-Wilmersdorf. Vào ngày 3 tháng 9 năm 1926, tháp đài phát thanh đã được khánh thành vào dịp 3. Große Deutsche Funkausstellung (Đại triển lãm Đài phát thanh Đức). Ngày nay tháp này là một di tích được bảo vệ.

## Xây dựng
Tòa tháp được xây dựng bằng khung thép lớn, tương tự như tháp Eiffel ở Paris. Tháp phát thang cao 150 m và nặng khoảng 600 ban đầu được lên kế hoạch chặt chẽ như một tháp truyền tín hiệu phát thanh, nhưng bổ sung sau này bao gồm một nhà hàng ở độ cao khoảng 52 m, và đài quan sát ở độ cao khoảng 125 m. Khách tham quan đến nhà hàng và tầng quan sát tầng bằng thang máy di chuyển với tốc độ lên đến 6 mét mỗi giây.